# 3534 Sax
3534 Sax (1936 XA) là một tiểu hành tinh vành đai chính được phát hiện ngày 15 tháng 12 năm 1936 bởi E. Delporte ở Uccle.